# ЦФА франак
ЦФА франак (фр. franc CFA, céfa) је валута у употреби у 12 бивших француских колонија, Гвинеји-Бисао и Екваторијалној Гвинеји. Ова валута је уведена у употребу 1939. 
Постоје две варијанте овог новца, једна се користи у централној Африци (Централноафрички ЦФА франак), а друга у западној Африци (Западноафрички ЦФА франак). Обе варијанте имају исту вредност. Франак за централну Африку има ISO ознаку  (шифра валуте 950), док онај за западну има ознаку  (шифра валуте 952). 
ЦФА оригинално потиче од фразе Colonies françaises d'Afrique (Француске афричке колоније), док се данас скраћеница тумачи као Communauté financière d'Afrique (Финансијска заједница Африке) за XOF, или Coopération financière en Afrique (Финансијска сарадња Африке) за XAF. 
ЦФА франак има фиксиран курс према евру: 100 ЦФА франака = 1 француски франак = 0.152449 евро; или 1 евро = 655.957 ЦФА франака. Вредност ове валуте гарантује државни трезор Француске, а ово је потврђено на нивоу Европске уније Уговором из Мастрихта. На овај начин, новчана маса ЦФА франака представља око 3% вредности свих евра у употреби. 

## Земље у којима се користи ЦФА франак
- XOF (заједница UEMOA): Сенегал, Гвинеја-Бисао, Мали, Нигер, Буркина Фасо, Обала Слоноваче, Того, Бенин
- XAF (заједница CEMAC): Чад, Камерун, Централноафричка Република, Екваторијална Гвинеја, Габон, Република Конго